# Rapolano Terme
Rapolano Terme je občina v pokrajini Siena v italijanski deželi Toskana, locirane okoli 60 km jugovzhodno od Firenc in okoli 20 km vzhodno od Siene v pokrajini imenovani Crete Senesi. 
Od leta 1949 je preprosto znana kot Rapolano.
Občina obsega nekaj manjših krajev, med njimi bolj znana Serre di Rapolano.

## Zgodovina
Zgodovina središča mesta Rapolano se začenja v 12. stoletju, ko so grofje Scialenga (imenovani tudi Cacciaguerra Cacciaconti) prevzeli Asciano e Berardenga oblast nad krajem. ) Prva pisna omemba mesta je iz leta 1107 v listini, ki jo je predložila družina Cacciaconti kot lokalna gospoda. Leta 1175 je prešlo v varstvo Siene.  Leta 1208 je kraj po imenu Gualfredotto di Milano postal del Firenc. Rapolano je bil spet napaden leta 1233 in 1253, v času konfliktov z Gvelfi in gibelini. Od leta 1266 je bil odvisen od načelnika Siene. V tem času je kraj postal kašča za Siene. Dobava žit je bila organizirana s strani vodstva bolnišnice Santa Maria della Scala v Sieni in je trajala do 18. stoletja. Mestno obzidje je bilo zgrajeno leta 1306, ki ga Siena delno uničila v sporu z Arezzom in je bil obnovljen leta 1342 s pomočjo ljudstva, dodali pa so mu tudi pet okroglih stolpov. 30. maja 1554 ga je najprej Armaiolo in nato Rapolano zasedel in uničil z vojsko iz Firenc. Ostalo so samo dvoje mestnih vrat Porta dei Tintori in Porta Sant'Antonio in šest stolpov. Nato so 2. avgusta 1554 vojaki iz Firenc porazili Sieno v bitki pri Scannagallo. S porazom Siene je bil Rapolano vključen v vojvodino Toskano in tam ostal (z izjemo Napoleonove okupacije) tudi po združitvi Italije. Od leta 1949  ima mesto tudi vlogo term. 

## Gospodarstvo
V bližnji okolici so bila predvsem znana nahajališča travertina in marmorja. Izkoriščati so ga že v 3. stoletju pr. n. št. in ponovno od leta 1597 dalje.

## Znamenitosti
- Arcipretura di Santa Maria Assunta, leta 1646 posvečena. Vsebuje delo Madonna del Latte avtorja Paolo di Giovanni Fei in San Giacomo, San Sebastiano in San Rocco adorano che la Madonna col Bambino avtorja Astolfo Petrazzi. Delo Madonna che porge il Bambino a Santa Francesca Romana pripisujejo Deifebo Burbariniju;
- Cerkev Corpus Domini tudi Chiesa della Fraternita je cerkev v središču Piazza Matteotti. Girolamo di Benvenuto naj bi bil avtor dela Madonna col Bambino ei Santi Giovanni Battista e Girolamo in delo Madonna del e Santi pa Ventura Salimbeniju;
- Cerkev San Bartolomeo tudi Chiesa del Santo je cerkev v centru mesta, v bližini Vastellare, in izvira iz 14. stoletja. Vsebuje Vincenza Rusticija delo Madonna col Bambino, San Bartolomeo in San Cristoforo;
- Cerkev Compagnia di Santa Caterina della Misericordia
- Cerkev Madonna della Piaggia a San Gimignanello stoji v okrožju San Gimignanello in je iz leta 1407. Vsebuje delo Madonna col Bambino, avtor  Lippo Vanni;
- Pieve di San Vittore je vaška cerkev iz leta 1029 in stoji tik izven mestnega obzidja in Porte dei Tintori;
- Porta dei Tintori - južna vrata iz 14 st.
- Porta Sant’Antonio - še ohranjena mestna vrata v bližini današnje Mestne hiše. Vrata so zasnovana za Asciano;
- Porta Nuova predstavljajo novejši vstop na Piazza Matteotti;
- Terme Antica Querciolaia - približno 1 km severvzhodno je zdravilišče, ki ima toplo vodo 39 - 40 °C in so ga verjetno uporabljali že Rimljani. Prej so bile znane kot Bagni Arrigucci;
- Parco dell’Acqua
- Terme San Giovanni Bat
- Campo Muri
- Serre di Rapolano
- Grad Armaiolo
- Cerkev San Giovanni Evangelista
- Grad San Gemignanello
- Cerkev Santi Fabiano e Sebastiano a San Gimignanello
- Cerkev Madonna della Piaggia
- Grad Modanella
- Cerkev San Giovanni Evangelista a Modanella
- Cerkev Santa Maria a Montecamerini
- Cerkev San Biagio
- Cerkev Santa Maria in Ferrata
- Cerkev San Pietro a Poggio Santa Cecilia
- Cerkev Compagnia di Santa Croce
- Cerkev Madonna di Montauto
- Pieve di Sant’Andreino

## Partnersko mesto
Rapolano je od leta 2000 pobraten z madžarskim Fertőrákos.